# Мельник Сергій Миколайович (генерал)
Сергій Миколайович Мельник (нар. 12 липня 1977, м. Хмільник, Вінницька область) — український військовослужбовець, бригадний генерал юстиції (4 березня 2022), доцент, доктор юридичних наук. Начальник Харківського гарнізону. Заступник міністра оборони України (2024-2025).

## Життєпис
Народився 12 липня 1977 року в м. Хмільнику на Вінниччині.

### Освіта
Навчався та закінчив наступні навчальні заклади:
- Київський військовий ліцей (1994);
- Харківський військовий університет (1999);
- Національна юридична академія України імені Ярослава Мудрого (2009);
- Національна академія Національної гвардії України (2019).

## Проходження військової служби
У Збройних Силах України з 1994 року.
Посади, які обіймав в останній час: 
- заступник начальника факультету з навчальної та наукової роботи – начальник навчальної частини військово-юридичного факультету Національного юридичного університету імені Ярослава Мудрого (19.06.2015–22.04.2016);
- начальник військово-юридичного факультету Національного юридичного університету імені Ярослава Мудрого (22.04.2016 – 31.08.2019);
- начальник Військово-юридичного інституту Національного юридичного університету імені Ярослава Мудрого (09.11.2019 – 11.10.2024).

У 2019 році, як радник з правових питань, виконував обов’язки у районі проведеняя ООС, є учасником бойових дій.
З 2021 року — начальник Харківського гарнізону.
З вересня 2022 року — заступник командувача оперативного угрупування військ Харків. Керівник Сил оборони міста Харкова.
17 лютого 2024 року, під час звичайної поїздки військовими частинами, на життя бригадного генерала юстиції Мельника стався замах. Перебуваючи в одній з військових частин Харківського гарнізону, за хвилин 10-15 збройні сили російської федерації завдали ракетного удару двома ракетами по командному пункту, де знаходився бригадний генерал юстиції Мельник С.М..
Виконув обов'язки Керівника Сил оборони міста Харкова
11 жовтня 2024 року Кабінет Міністрів України, за поданням Міністра оборони України Рустема Умєрова, призначений заступником Міністра оборони України. 29 квітня 2025 року був звільнений з посади заступника міністра оборони України. За словами міністра оборони України Рустема Умерова Сергій Мельник має продовжити свою роботу на іншому напрямку. Сам Сергій Мельник зазначив, що за цей час вдалося започаткувати низку важливих реформ щодо медичного та гуманітарного забезпечення військовиків і їх родин, створити мережу рекрутингових центрів, розпочати процес відновлення мережі військових ліцеїв за сучасними стандартами та реалізувати інші питання.

## Військові звання
- бригадний генерал юстиції (4 березня 2022)[8].

## Цитати
Сергій Мельник:.

| "От старта ракеты из города Белгород до ее прилета в Харькове проходит за 43 секунды. Что такое эти 43 секунды? Система ПВО, которая на сегодняшний день, наша 300-я, она выходит на боевой режим приблизительно за две минуты. Наша главная цель и задача — отбросить их на тот участок, чтобы у нас было время защитить его как следует. Пока мы это не сделаем, пока мы их не отбросим с помощью артиллерии немного дальше, что они не смогут доставать до городов…мы не сможем быть защищены" |
| — Сергій Мельник – Начальник Харківського гарнізону. |

## Нагороди та відзнаки
- Заслужений працівник освіти України (2017).
- Лауреат Державної премії України в галузі освіти (2019).
- Орден Богдана Хмельницького III ступеня (2022) — за особисту мужність, самовідданість і високий професіоналізм, виявлені у захисті державного суверенітету та територіальної цілісності України, вірність військовій присязі.